# ジャンヌ・イタッセ
ジャンヌ・イタッセ＝ブロケ（Jeanne Itasse-Broquet、結婚前のフルネーム: Marie Gabrielle Zoé Jeanne Itasse、 1865年9月21日 - 1941年1月12日）はフランスの彫刻家である。

## 略歴
パリで生まれた。父親のアドルフ・イタッセ（Adolphe Itasse: 1829-1893)はフランス南部、ルールマラン出身の彫刻家で、母親はかつて父親の学生だった。父親から彫刻を学んだ。
1879年からフランス芸術家協会の展覧会に出展し、1939年まで出展を続けた。1893年のシカゴ万国博覧会でメダルを受賞し、1900年のパリ万国博覧会の展覧会で銀メダルを受賞するなど、展覧会で多くの賞を受賞した。1891年に出展した「エジプトのハープ奏者」でエジプト副王から旅行奨学金を受け、エジプトに招待を受けた。
1911年に若い彫刻家のガストン・ブロケ(Gaston Broquet: 1880-1947) と結婚し、翌年ブロケはフランス芸術家協会の展覧会で入賞した。
1941年にパリで亡くなりペール・ラシェーズ墓地に葬られた。

## 作品

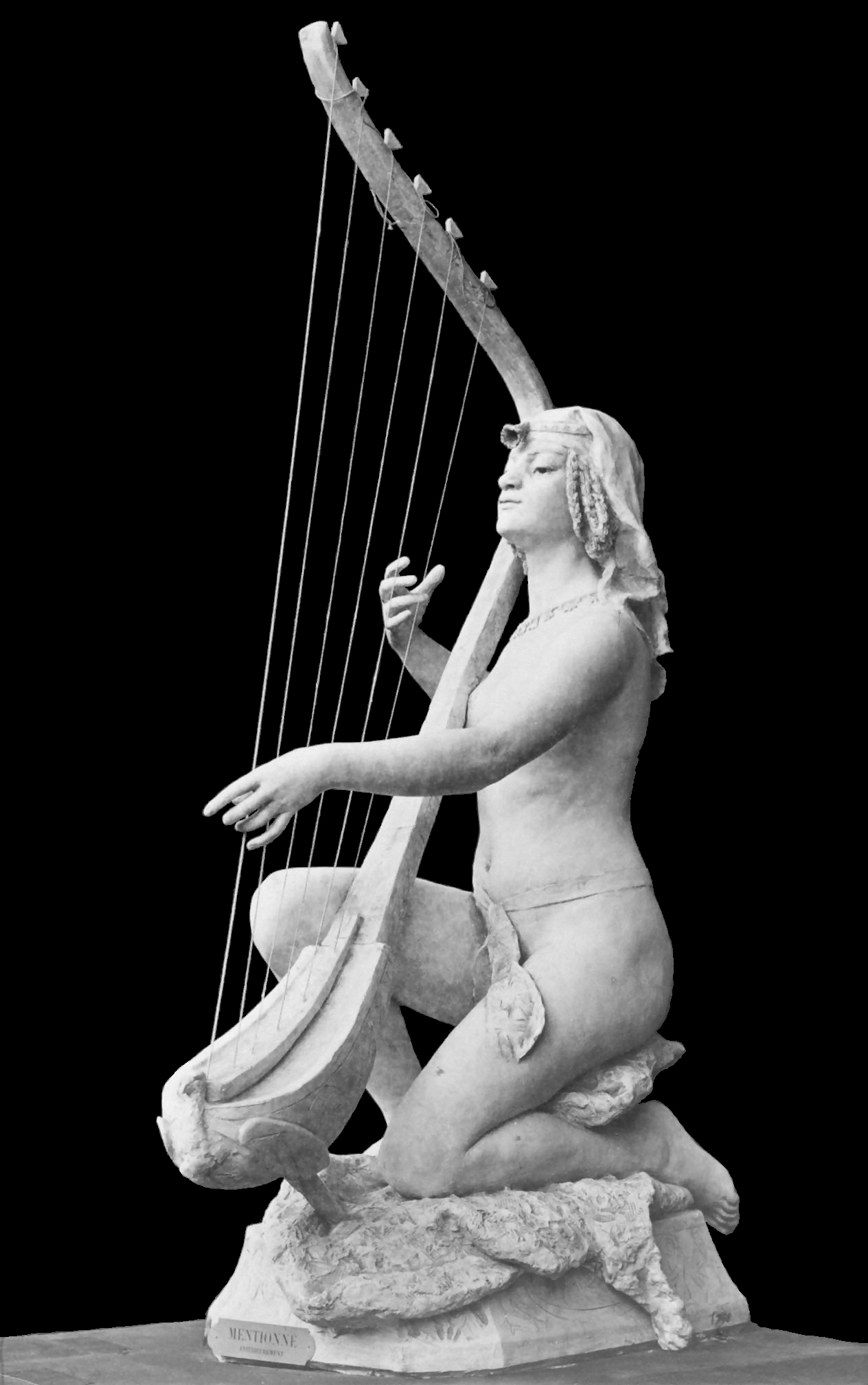
エジプトのハープ奏者、(1891)
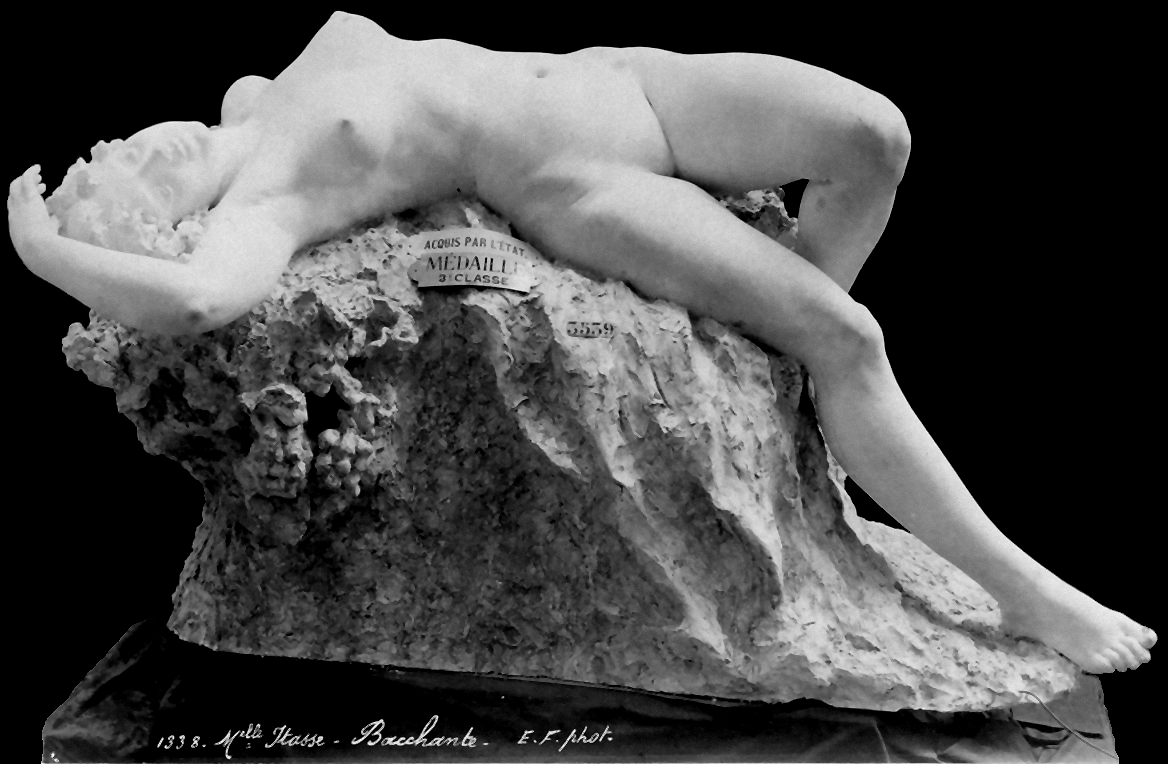
『バッカスの巫女（バッカンテ）』（1899）、オルセー美術館蔵
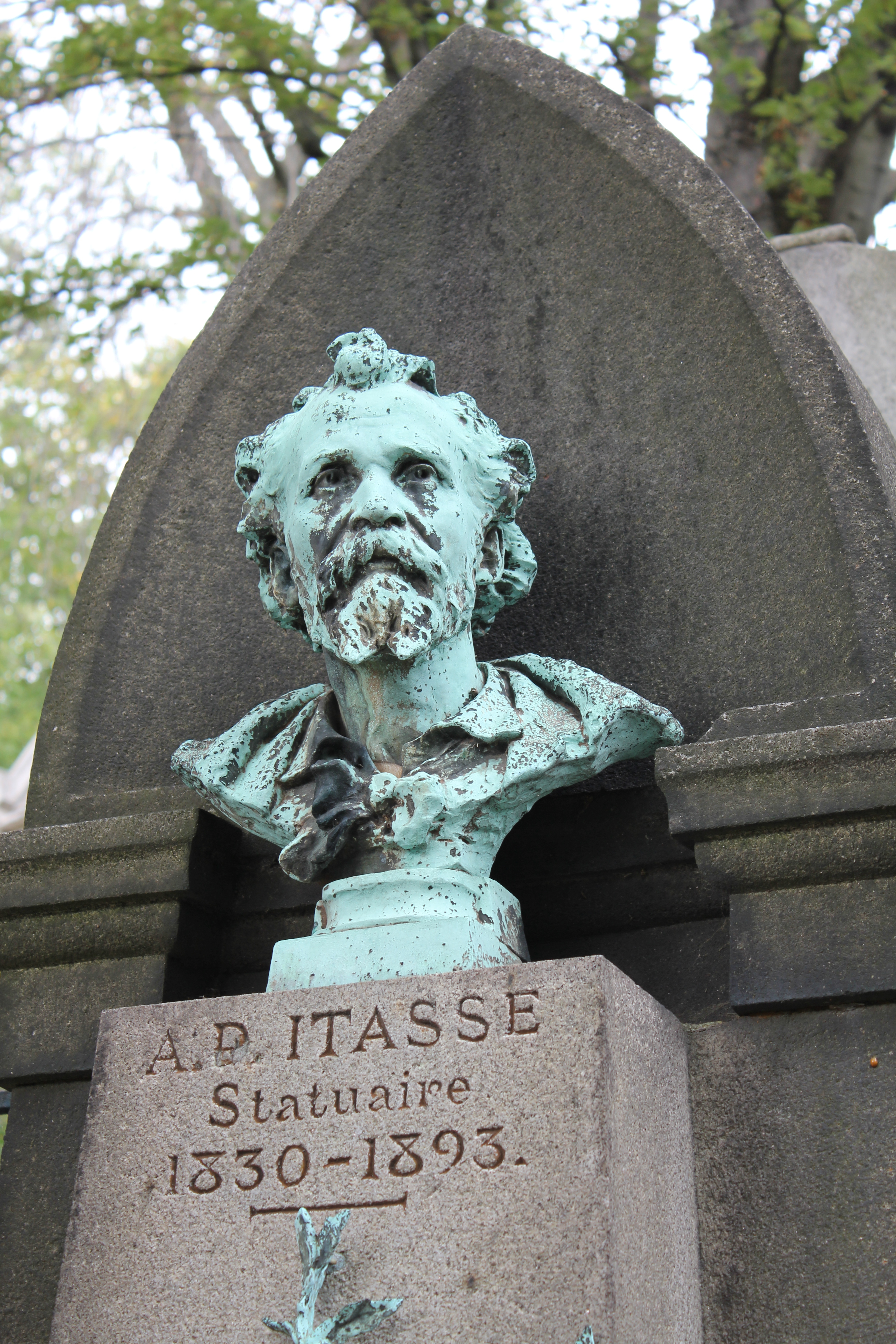
ペール・ラシェーズ墓地の父親、アドルフ・イタッセの胸像